# Лайон, Чарльз, 6-й граф Стратмор и Кингхорн
Чарльз Лайон, 6-й граф Стратмор и Кингхорн (англ. Charles Lyon, 6th Earl of Strathmore and Kinghorne; 1699 — 11 мая 1728) — шотландский дворянин и пэр.

## Биография
Его точная дата рождения неизвестна, но он был крещен 12 июля 1699 года. Четвертый сын Джона Лайона, 4-го графа Стратмора и Кнгхорна (1663—1712), и Элизабет Стэнхоуп (ок. 1663—1723), дочери Филиппа Стэнхоупа, 2-го графа Честерфилда. Он получил образование в Оксфордском университете.
13 ноября 1715 года после смерти своего старшего брата Джона Лайона, 5-го графа Стратмора и Кингхорна (1690—1715), который примкнул к якобитам и погиб в битве при Шерифмуре в 1715 году, Чарльз Лайон унаследовал титулы 6-го графа Стратмора и Кингхорна, 13-го лорда Глэмиса и 6-го лорда Лайона и Глэмиса. Чарльз Лайон не был напрямую замешан в якобитском восстании, хотя оба их семейных поместья посетил Старый Претендент.
25 июля 1725 года он женился на леди Сьюзан Кокрейн (ок. 1709 — 23 июня 1754), дочери Джона Кокрейн, 4-го графа Дандональда, и леди Энн Мюррей.
Граф Чарльз Лайон был убит в уличной драке в Форфаре Джеймсом Карнеги из Финхейвена в мае 1728 года и не оставил наследника.